# Albertisia delagoensis
Albertisia delagoensis là một loài thực vật có hoa trong họ Biển bức cát. Loài này được (N.E.Br.) Forman mô tả khoa học đầu tiên năm 1975.